# Trianoptiles
Trianoptiles  Fenzl ex Endl. é um género botânico pertencente à família Cyperaceae.

## Sinônimo
- Ecklonea Steud.

## Espécies
- Trianoptiles capensis
- Trianoptiles solitaria
- Trianoptiles stipitata